# Bojko Borisow
Bojko Metodiew Borisow, bułg. Бойко Методиев Борисов (wym. [ˈbɔjko mɛˈtɔdiɛf boˈrisof]; ur. 13 czerwca 1959 w Bankji) – bułgarski polityk, oficer policji, karateka, przedsiębiorca i działacz samorządowy. W latach 2001–2005 wiceminister spraw wewnętrznych w rządzie Symeona Sakskoburggotskiego, poseł do Zgromadzenia Narodowego, w latach 2005–2009 burmistrz Sofii. Założyciel i przewodniczący partii GERB. Od lipca 2009 do marca 2013, od listopada 2014 do stycznia 2017 i od maja 2017 do maja 2021 premier Bułgarii.

## Życiorys

### Wykształcenie, działalność zawodowa i społeczna
W 1982 został absolwentem Wydziału Ochrony Przeciwpożarowej Wyższej Szkoły Służb Specjalnych przy bułgarskim Ministerstwie Spraw Wewnętrznych, którą ukończył ze stopniem podporucznika. Niedługo potem rozpoczął pracę w sofijskim departamencie policji, gdzie został dowódcą plutonu, a następnie – kompanii.
Jednocześnie kontynuował naukę na swojej macierzystej uczelni, wówczas już działającej pod nazwą Akademia Policyjna. W 1990 obronił na niej pracę doktorską poświęconą psychofizycznemu treningowi sił operacyjnych. W tym samym roku otrzymał awans na majora, a także objął stanowisko szefa sofijskiej policji.
W 1991 utworzył agencję ochrony IPON-1, która stała się największym bułgarskim przedsiębiorstwem w tej branży. Z jej usług korzystali m.in. były przywódca komunistycznej Bułgarii Todor Żiwkow i były car Symeon Sakskoburggotski.
Od 1978 uczestniczył w turniejach karate i aktywnie angażował się w popularyzację tej dyscypliny sportowej. Pełnił m.in. funkcję trenera reprezentacji Bułgarii w karate, uzyskał również uprawnienia międzynarodowego sędziego. Jako piłkarz amator okazjonalnie występował w klubie piłkarskim Witosza Bystrzyca. W 2011 został niespodziewanie wybrany na najlepszego piłkarza roku w Bułgarii, ale – jak sam stwierdził – był to protest przeciwko bardzo słabym wynikom reprezentacji Bułgarii.

### Działalność polityczna do 2009
W latach 2001–2005 zajmował stanowisko sekretarza stanu w Ministerstwie Spraw Wewnętrznych. Ówczesny premier Symeon Sakskoburggotski zaproponował mu start z list swojej partii (Narodowy Ruch Symeona Drugiego) w wyborach parlamentarnych w 2005. Bojko Borisow przyjął propozycję, uzyskując mandat deputowanego do Zgromadzenia Narodowego 40. kadencji.
Trzy miesiące później ze stanowiska burmistrza Sofii zrezygnował, również wybrany do parlamentu, Stefan Sofijanski. Bojko Borisow wziął udział w przedterminowych wyborach, w których zdecydowanie wygrał (uzyskał ponad 70% głosów). Liczni komentatorzy, w tym szczególnie z mediów zagranicznych, wskazując na skuteczną walkę z grupami przestępczymi, nazywało go „szeryfem”. Pojawiały się głosy przewidujące, że Bojko Borisow będzie w przyszłości premierem Bułgarii. Jako burmistrz Sofii doprowadził do zwiększenia budżetu miasta o 100%, ponadto w mieście znacznie wzrosła liczba inwestycji zagranicznych.
Pod koniec 2006, niezadowolony z kierunku, w którym zmierzał Narodowy Ruch na rzecz Stabilności i Postępu, zaangażował się w tworzenie nowej partii – Obywatele na rzecz Europejskiego Rozwoju Bułgarii (GERB). Bojko Borisow został nieformalnym liderem, w której formalne przywództwo objął Cwetan Cwetanow. Formalne przewodnictwo w partii Bojko Borisow objął po kilku latach – 10 stycznia 2010.
GERB od czasu powstania zaczął zyskiwać na popularności kosztem m.in. rządzącej Bułgarskiej Partii Socjalistycznej, oskarżanej o przyzwolenie na korupcję i marnotrawienie funduszy europejskich. Bojko Borisow, głoszący hasła zwalczania przestępczości zorganizowanej i reformy wymiary sprawiedliwości, poprowadził swoją partię do zwycięstw w wyborach do Parlamentu Europejskiego w 2007 (21,69%) i w 2009 (24,36%), a następnie do zdecydowanej wygranej wyborach parlamentarnych w 2009 (39,71%), w których również uzyskał mandat poselski. GERB uzyskał wówczas 116 mandatów w 240-osobowym parlamencie, Bojko Borisow ogłosił wkrótce po głosowaniu, iż stanie na czele nowego rządu.

### Działalność polityczna od 2009
27 lipca 2009 jego mniejszościowy i monopartyjny gabinet otrzymał wotum zaufania, poza macierzystym ugrupowaniem wsparli go deputowani Niebieskiej Koalicji, Porządku, Prawa i Sprawiedliwości oraz Ataki. 20 lutego 2013 Bojko Borisow podał się wraz z całym rządem do dymisji, która została przyjęta przez parlament następnego dnia. Do rezygnacji doszło po kilkunastu dniach protestów w reakcji na podwyżki cen energii elektrycznej i po skrytykowanej przez premiera interwencji policji, w wyniku której kilkanaście osób zostało rannych. Ustępując, Bojko Borisow zadeklarował, że nie chce być częścią władzy, „pod rządami której policja bije ludzi na ulicach”. 13 marca 2013 prezydent Rosen Plewneliew powołał nowy gabinet na czele z Marinem Rajkowem, którego mandat został wyznaczony do czasu organizacji wcześniejszych wyborów parlamentarnych.
Kierowany przez Bojka Borisowa GERB zwyciężył w wyborach z 12 maja 2013, jednakże ugrupowanie to znalazło się w opozycji wobec nowego rządu z Płamenem Oreszarskim na czele. Gabinet socjalistów przetrwał kilkanaście miesięcy, upadł w sierpniu 2014, co skutkowało kolejnymi przedterminowymi wyborami do Zgromadzenia Narodowego. W głosowaniu z 5 października 2014 GERB ponownie zajął pierwsze miejsce, a jego lider czwarty raz z rzędu został wybrany do parlamentu. Po kilku tygodniach rozmów koalicyjnych jego ugrupowanie podpisało umowę koalicyjną z Blokiem Reformatorskim, a także porozumienia z Alternatywą na rzecz Bułgarskiego Odrodzenia i Frontem Patriotycznym. Umożliwiło to powołanie nowego rządu, na czele którego stanął ponownie Bojko Borisow. 7 listopada 2014 gabinet ten uzyskał wotum zaufania.

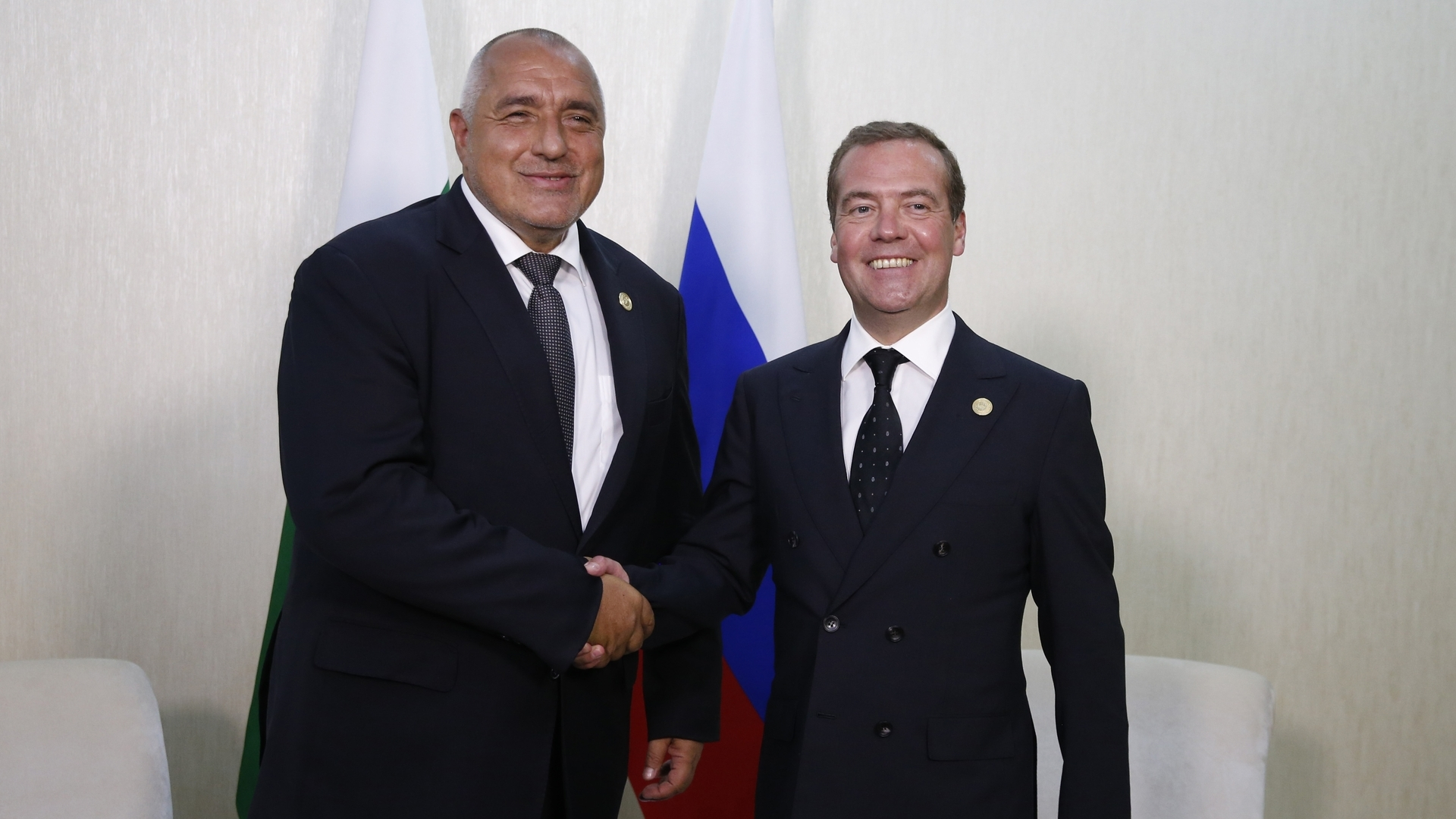
Bojko Borisow i premier Rosji Dmitrij Miedwiediew w 2019

W listopadzie 2016, po porażce kandydatki partii GERB Cecki Caczewej w wyborach prezydenckich, Bojko Borisow podał się do dymisji z urzędu premiera. 2 grudnia 2016 otrzymał od prezydenta ponownie mandat do utworzenia rządu, jednak nie podjął się tego. Również dwóch kolejnych wskazanych kandydatów nie było w stanie stworzyć nowego gabinetu. Wskutek tego nowo zaprzysiężony prezydent Rumen Radew 24 stycznia 2017 rozpisał nowe wybory parlamentarne na dzień 26 marca 2017, a na premiera rządu przejściowego powołał Ognjana Gerdżikowa.
GERB zwyciężył w tych wyborach z wynikiem 32,7% głosów, co przełożyło się na 95 mandatów, Bojko Borisow ponownie zdobył mandat deputowanego. Partia byłego premiera podjęła po wyborach rozmowy ze Zjednoczonymi Patriotami, skupiającymi partie narodowo-konserwatywne i nacjonalistyczne. Obie formacje w kwietniu 2017 podpisały porozumienie programowe, a następnie powołały trzeci rząd Bojka Borisowa, który rozpoczął urzędowanie 4 maja 2017.
W 2020 w kraju wybuchły masowe protesty, których uczestnicy domagali się dymisji premiera. Powodem było m.in. ujawnienie korzystania z państwowej ochrony przez Achmeda Dogana oraz konflikt z prezydentem Rumenem Radewem. Przed wyborami krajowymi w kwietniu 2021 partia premiera zawarła koalicję ze Związkiem Sił Demokratycznych. Lista ta zajęła pierwsze miejsce w głosowaniu (z wynikiem 26,2%); Bojko Borisow uzyskał wówczas poselską reelekcję (jednak odmówił objęcia mandatu). Po wyborach nie doszło do powstania nowej większości rządowej. 11 maja 2021 Rumen Radew zarządził przedterminowe wybory na lipiec 2021, a premierem rządu technicznego mianował Stefana Janewa, który zastąpił Bojka Borisowa następnego dnia. Koalicja GERB-SDS zajęła drugie miejsce (za ugrupowaniem Jest Taki Lud); Bojko Borisow ponownie odmówił objęcia mandatu jeszcze przed rozpoczęciem 46. kadencji parlamentu. W kolejnych wyborach z listopada 2021 został wybrany na deputowanego 47. kadencji, jednak ponownie zrezygnował z przyjęcia mandatu.
W marcu 2022 został zatrzymany w związku z postępowaniem karnym dotyczącym sprzeniewierzenia środków unijnych; zwolniono go następnego dnia po zatrzymaniu. W przedterminowych wyborach z października 2022 sojusz GERB-SDS odniósł zwycięstwo, Bojko Borisow ponownie uzyskał mandat poselski, także tym razem odmawiając jego objęcia.
W kolejnych wyborach z kwietnia 2023 koalicja ponownie zajęła pierwsze miejsce; lider partii GERB kolejny raz wszedł w skład parlamentu (zadeklarował wykonywanie mandatu). Również w wyborach z czerwca 2024 i października 2024 sojusz GERB-SDS uzyskiwał najwięcej mandatów, z których jeden przypadał jego liderowi.